# Melchior Inchofer
Melchior Inchofer, węg. Inchofer Menyhért (ur. ok. 1584 w Kőszeg, zm. 28 maja 1648 w Mediolanie) – węgierski jezuita, teolog, matematyk i historyk. Powszechnie najbardziej znany za względu na udział w procesie Galileusza, a także za swoją późniejszą pracę Tractus Syllepticus.

## Życiorys
Urodził się ok. 1584 r. w Kőszeg. Pochodził prawdopodobnie z rodziny luterańskiej. Jego ojciec był urzędnikiem administracyjnym w armii cesarskiej.  W 1605 r. przystąpił na studia w Collegium Germanicum et Hungaricum w Rzymie. Nie wiadomo, kiedy dokładnie Inchofer nawrócił się na katolicyzm. W 1606 roku pojechał na Węgry, by nawrócić swojego ojca na katolicyzm. Natomiast rok później, w 1607, wrócił do Rzymu, by wstąpić do Towarzystwa Jezusowego. Święcenia kapłańskie otrzymał w 1610 r., a ostatnie śluby złożył 1623 r. w Mesynie, na Sycylii. Od 1617 r. uczył filozofii w Mesynie. W latach 1624–1625 był spowiednikiem tamtejszego domu profesów, następnie później znów wykładał w kolegium teologię i matematykę.

### Rola w procesie Galileusza
W 1633 roku Inchofer razem z Agostino Oreggim i Zaccarią Pasqualigiem został wybrany przez Święte Oficjum do przeanalizowania i oceny pracy Galileusza Dialog o dwóch najważniejszych układach świata, ptolemeuszowym i kopernikowym. Z raportu Inchofera wynikało, że Dialog nauczał kopernikanizmu. Co więcej Galileusz nie był w stanie empirycznie udowodnić, że model świata, który uważał za słuszny, jest w rzeczywistości prawdziwy. Argumenty wykorzystywane w trakcie procesu przeciwko modelowi heliocentrycznemu były w dużej mierze zaczerpnięte z założeń systemu tychońskiego, a nie z literalnej lektury Biblii. Ponadto trójka teologów wyznaczonych do badania Dialogu zgodziła się, że publikując swoje dzieło, Galileusz zarówno nauczał, jak i bronił teorii wbrew zobowiązaniom przyjętym w 1616 r.

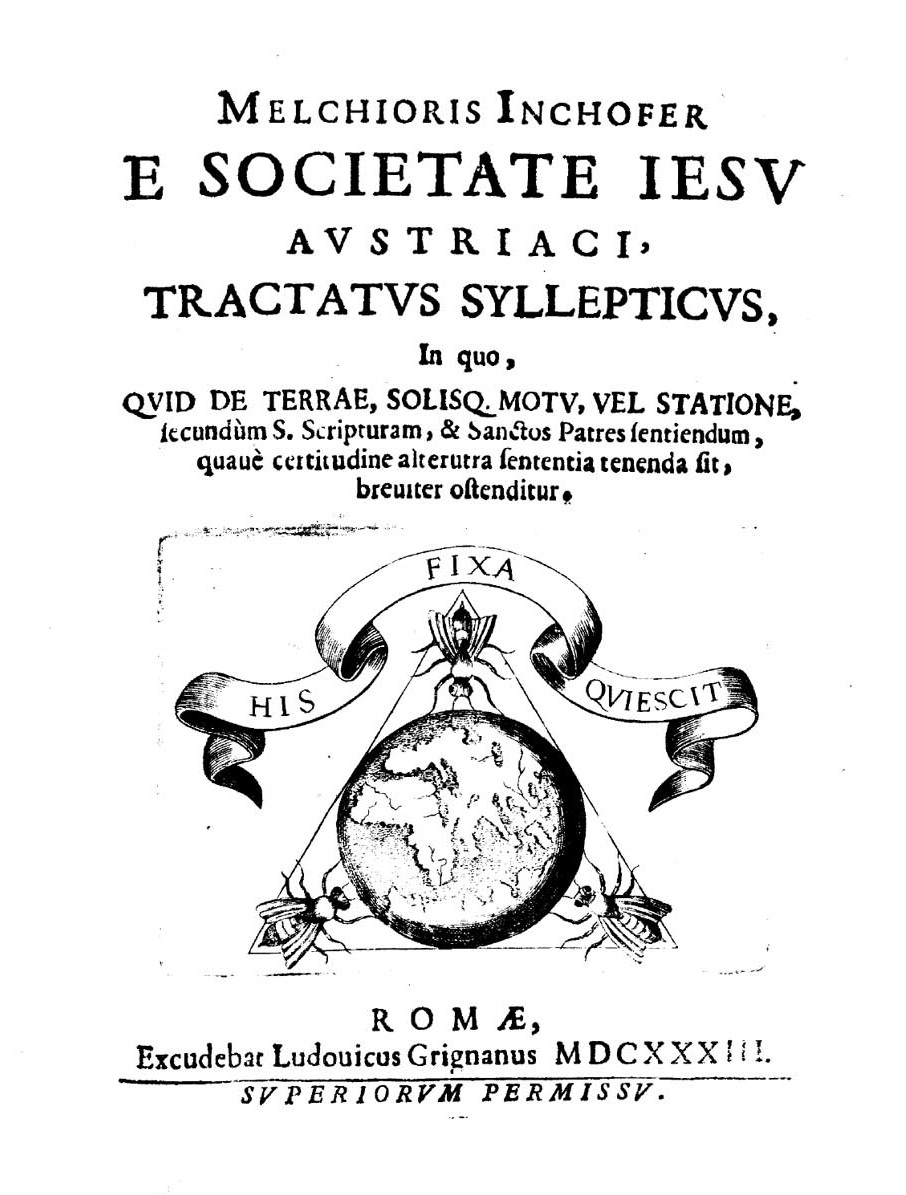
Tractatus syllepticus, 1633

### Po procesie
Między 1637 a 1647 rokiem Inchofer miał służyć jako jeden z bliskich doradców kardynała Francesco Barberiniego w sprawie hiszpańskich intryg na Sycylii i ruchu jansenistów w Belgii.
Kilka ostatnich lat jego życia było bardzo niespokojnych. W 1648 r. został oskarżony o domniemane autorstwo pisma antyjezuickiego Monarchia Solipsorum opublikowanego po raz pierwszy w Wenecji w 1645 r. pod pseudonimem Lucio Cornelio Europeo. Najprawdopodobniej książkę napisał eksjezuita Giulio Clemente Scotti. W następstwie donosu z 3 stycznia 1648 r. przeszukano pokoje Inchofera w Germanicum, gdzie zostały znalezione obciążające dokumenty, które doprowadziły do postawienia zarzutów. Znaleziono między innymi listy od Scottiego wskazujące, że Inchofer znał i prawdopodobnie dostarczał informacji do jego pism antyjezuickich. Podczas procesu Melchior Inchofer przyznał się do winy. Został skazany na więzienie, jednak wyrok został uchylony. Z tego powodu został mianowany profesorem Pisma Św. w kolegium Brera w Mediolanie, gdzie 28 września 1648 roku zmarł.

## Twórczość
W 1629 roku, podczas pobytu w Mesynie, Inchofer opublikował dzieło Epistolae Beatae Mariae Virginis ad Messanenses veritatis vindicata, w którym starał się udowodnić autentyczność Listu Najświętszej Maryi Panny do mieszkańców Mesyny. Praca ta jednak okazała się kontrowersyjna, ponieważ kwestionowana była prawdziwość dokumentu. W efekcie jezuita był zmuszony udać się do Rzymu w celu złożenia wyjaśnień, a na końcu musiał dokonać zmian w samym utworze. Poprawiona publikacja ukazała się w 1631 roku.
Po procesie Galileusza, Melchior Inchofer opublikował w Rzymie Tractus Syllepticus, w którym dowodził, że wiara w nieruchomość Ziemi, a także poruszające się Słońce są dla katolików kwestią wiary.
W 1635 roku napisał Historia sacrae Latinitatis, w którym opisał łacinę jako mowę błogosławionych, a także przedstawił historię nauczania łaciny, opierając się na pracy Academiae orbis Christiani Jakoba Middendorpa, wydanej po raz pierwszy w 1567 r.
W 1639 r. Inchofer wygłosił mowę pogrzebową Niccolò Riccardiego (włoskiego dominikanina i teologa, który również był zaangażowany w proces Galileusza), a następnie ją opublikował.
Ważną pracę Inchofera stanowią także napisane w Rzymie w 1644 r. Annales ecclesiastici regni Hungariae, które opisują historię chrześcijaństwa na Węgrzech. Praca, dzięki analizie dużej ilości źródeł (do których miał dostęp dzięki pracy w Archiwum Watykańskim), przysłużyła się w rozwoju węgierskiej historiografii kościelnej w XVIII w.